# 黃耕
黃耕，一說黃畊，山東濟陽人，明朝政治人物、進士。

## 生平
洪武十七年，山東鄉試中舉。洪武十八年，其中進士三甲第六名，后授予承敕郎。